# قادرآباد (جکیگور)
قادرآباد روستایی در دهستان جکیگور بخش  پیشین شهرستان راسک استان سیستان و بلوچستان ایران است.

## جمعیت
بر پایه سرشماری عمومی نفوس و مسکن در سال ۱۳۹۵ جمعیت این روستا ۱۷۸ نفر (۵۳خانوار) بوده‌است.